# Radu Drăgușin
Radu Drăgușin, född 3 februari 2002 i Bukarest, är en rumänsk professionell fotbollsspelare som spelar för Premier League-klubben Tottenham Hotspur.

## Spelarkarriär
Drăgușin övertalades att börja spela fotboll av sin kusin och anslöt sig till Sportul Studențescs ungdomslag vid sju års ålder.
Efter intresse från Chelsea, Paris Saint-Germain och Atlético Madrid skrev Drăgușin under 2018 på för den italienska klubben Juventus.
Två år senare, den 8 november 2020, kallades han upp till seniortruppen av Andrea Pirlo för en Serie A-match mot Lazio. Han gjorde sin debut den 2 december 2020 när han byttes in i UEFA Champions League-match mot Dynamo Kiev. Hans första mål i karriären kom för U23-laget den 13 februari 2021, i en 3–0-vinst borta mot AlbinoLeffe. I april 2021 fick Drăgușins prestationer honom en fyraårig kontraktsförlängning med Juventus.
Den 31 augusti 2021 lånades Drăgușin ut till Sampdoria på ett säsongslångt lån. Han debuterade den 22 oktober 2021 när han byttes in istället för Valerio Verre i en 2–1-ligaseger mot Spezia.
Den 31 januari 2022, efter att hans utlåning till Sampdoria avbröts i förtid, flyttade Drăgușin till Salernitana på lån för resten av säsongen.
Den 14 juli 2022 lånades Drăgușin ut till Serie B-laget Genoa med en option att göra övergången permanent. Den 25 januari 2023 tillkännagav hans agent att klausulen hade utlösts efter att han nått flera av kriterierna.  Under säsongen gjorde Drăgușin 40 framträdanden och fyra mål för Genoa som med sin andraplats i ligan blev uppflyttade till Serie A.
Efter intresse från Bayern München och Tottenham Hotspur presenterades Drăgușin av Tottenham den 11 januari 2024.

### Landslagskarriär
Drăgușin togs för första gången ut i Rumäniens landslag i mars 2022 och debuterade den 25 mars när han byttes in i den 88:e minuten i en träningslandskamp mot Grekland.